# Mitoptosis
La mitoptosis es un proceso alternativo a la mitofagia para la eliminación selectiva de las mitocondrias de una célula bajo determinadas circunstancias, como desacoplamiento de la cadena respiratoria, estrés oxidativo o maduración de precursores celulares como los reticulocitos o fibras del cristalino, y que recuerda a la forma en que tiene lugar la apoptosis. Un trabajo ha descrito este proceso en células HeLa, y comprende los siguientes pasos:
- Fisión de los filamentos mitocondriales
- Tras ello, las mitocondrias toman una forma redondeada y se agrupan en el área perinuclear.
- Formación de un cuerpo "mitoptótico" al rodearse estos grupos por una membrana.
- Descomposición de las mitoconcrias en el interior de este cuerpo en pequeñas vesículas de membrana.
- Protrusión del cuerpo mitoptótico en el exterior de la célula
- Disrupción de la membrana limitante y extrusión fuera de la célula.

El término fue acuñado por Skulachev en 1998.